# IJsselmonde

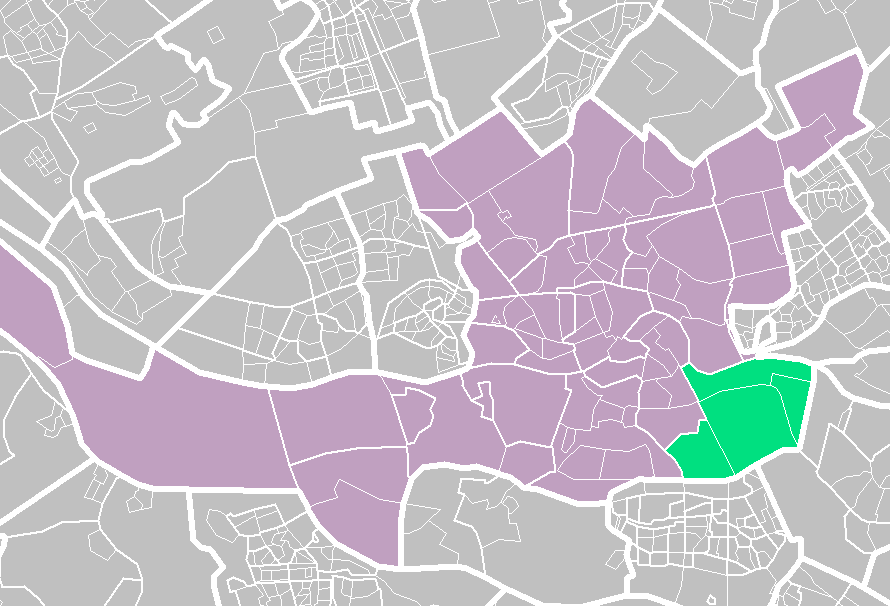
IJsselmondes läge i kommunen.

IJsselmonde är en av Rotterdams fjorton kommundelar (bestuurscommissiegebieden, till 2014 deelgemeenten) och hade år 2004 60 000 invånare.